# Station Bremen-Farge
Station Bremen-Farge (Bahnhof Bremen-Farge, ook wel Bahnhof HB-Farge) is een spoorwegstation in de Duitse plaats Bremen, in de deelstaat Bremen. Het station ligt aan de spoorlijn Bremen-Farge - Bremen-Vegesack. Op het station stoppen alleen Regio-S-Bahntreinen van Bremen en Nedersaksen op het station. Het station telt één perronspoor.

## Treinverbindingen
De volgende treinserie doet station Bremen-Farge aan:
| Serie | Treinsoort                  | Route                                                                | Bijzonderheden                            |
| ----- | --------------------------- | -------------------------------------------------------------------- | ----------------------------------------- |
| RS1   | Regio-S-Bahn (NordWestBahn) | Bremen-Farge – Bremen-Vegesack – Bremen Hbf – Achim – Verden (Aller) | Extra spitsritten tussen Vegesack en Hbf. |